# Mladý paleolit

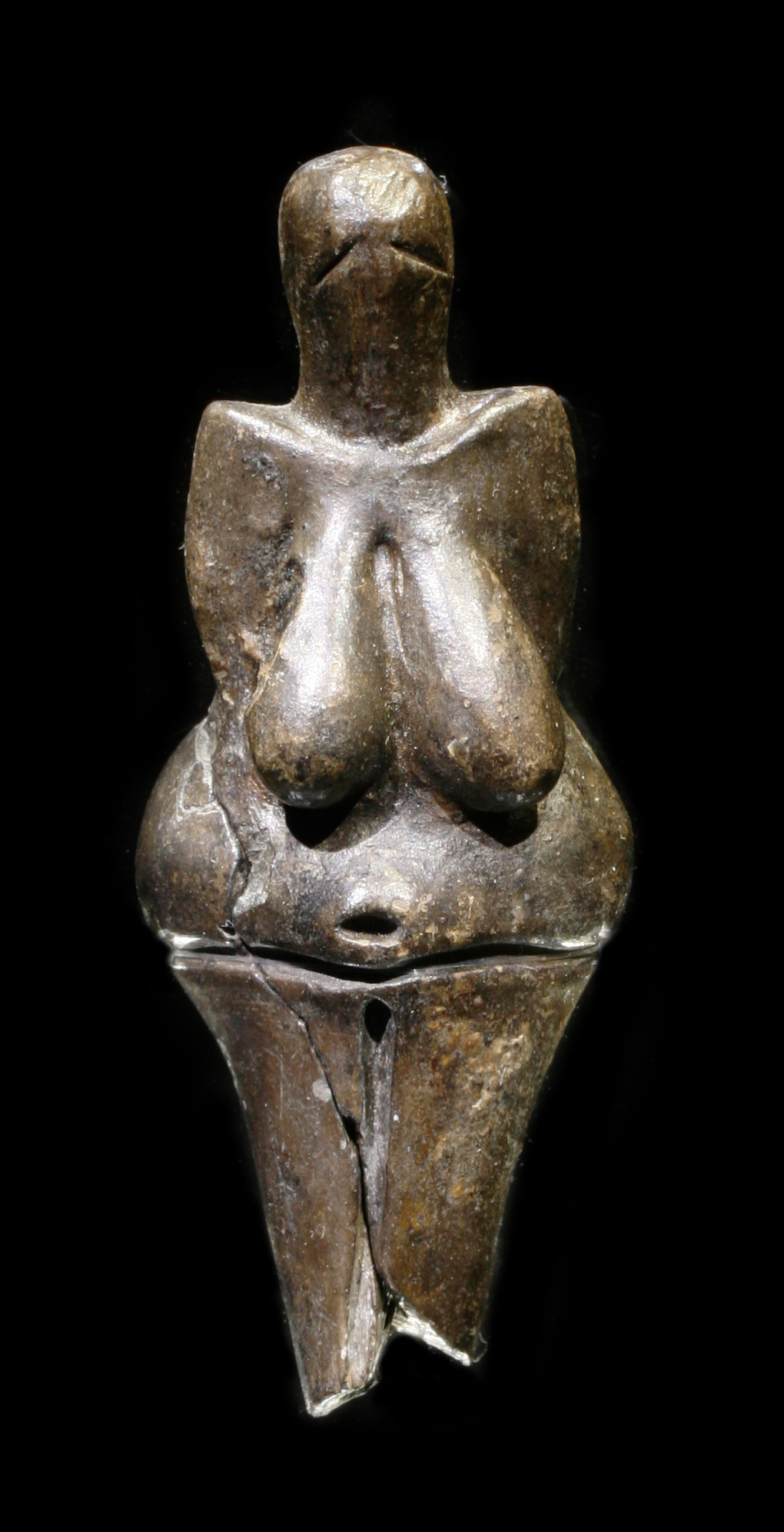
Věstonická venuše

Mladý paleolit (také svrchní paleolit) je období lidských dějin od přibližně 50 000 do 10 000 př. n. l., součást pravěké starší doby kamenné. Začíná se rozvíjet v počínajícím interpleniglaciálu (teplém výkyvu) poslední doby ledové, kdy jsou domorodé populace středopaleolitických neandertálců vytlačovány lidmi moderní anatomické stavby, zcela už podobnými až shodnými s člověkem dnešním (výška 170–180 cm, váha 80 kg). Kolem roku 50 000 př. n. l. byl tak vývoj moderního člověka dokončen (behaviorální modernita). Nový typ člověka rozumného bývá také označován jako kromaňonec. S nimi je spojen rozvoj čepelové techniky a jí odpovídajících jemnějších typů nástrojů.

## Vývoj

### Moderní člověk a neandertálec
V předmladopaleolitických obdobích byla Evropa pro moderního člověka neobyvatelná vzhledem k drsnému klimatu. Byla domovem neandrtálců, kteří byli pro toto klima daleko lépe vybaveni. Ke změně došlo asi před 50 až 40 tisíci lety, po dokončení vývoje anatomicky moderního člověka resp. po jeho příchodu. Jeho schopnosti mu umožnily vyrovnat se s evropským klimatem a konkurovat neandrtálcům například výrobou dlouhých čepelí, doložených k cca době před 43 tisíci let.
Moderní člověk nyní rychle osídloval neandrtálské[kde?] oblasti a zhruba 12 tisíciletí s neandrtálci v Evropě koexistoval. Neandrtálci vyhynuli na území Španělska cca před 30 tisíci lety. Příčiny jejich zániku nejsou jasné. Možná byli moderním člověkem vyhubeni, pravděpodobnější je ovšem jejich vytlačení na periferii v důsledku lepší lovecké techniky moderních lidí.

### Fáze mladého paleolitu
Ve starší fázi tohoto období, počínající před cca 43 000 lety na Balkáně, se v Evropě šíří tzv. přechodné kultury, které nesou ještě prvky středního paleolitu, ale část už progresivní prvky paleolitu mladého. Patří k nim kultura chatelperronien, szeletien a bohunicien (lokality Stránská skála nebo Ondratice). Plně mladopaleolitické kultury byly: uluzzien, jerzmanowicien, aurignacien. Nejznámější nástěnné jeskynní malby nalezneme ve Španělsku (Altamira), Francii (Lascaux a Trois Fréres) a v Africe – Namibie (Apollo). Dominantní způsob úpravy kamenné industrie je tzv. čepelová technika.
Ve střední fázi mladého paleolitu rozeznáváme kultury gravettien, jehož lokální variantou je moravský pavlovien se světoznámými nalezišti Dolní Věstonice, Pavlov, Willendorf a Předmostí. O něco mladší je kostěnkovsko-avdějevská kultura, maltsko-bureťská kultura, mezinská kultura a středoevropský a středomořský epigravettien. Jeskynní malby jsou typické i pro kulturu solutréen. Nejznámější nástěnné jeskynní malby nalezneme ve Španělsku (Altamira), Francii (Lascaux a Trois Fréres) a v Africe – Namibie (Apollo).
Magdalénien už patří do pozdní fáze mladého paleolitu. K této kultuře v Česku patří nálezy z lokalit Pekárna, Býčí skála nebo Kůlna. Dál rozlišujeme kultury epimagdalénien a hamburgien. Člověk se rozšířil po celém světě na všech kontinentech. Dostal se do Ameriky přes Beringovu úžinu. Začal lovit organizovaně a specializoval se na určitá zvířata. Začíná přechod z pleistocénu na holocén. Dochází ke změně flóry a fauny. Začínají tát ledovce. Člověk využívá čepelovou industrii, obléká se do kožešin, žije většinou ve stanech. Dochází k přirozené dělbě práce mezi mužem a ženou. V tlupách vládne matriarchát. V této době byla s nejvyšší pravděpodobností vytvořena Věstonická venuše. Začala se rozvíjet náboženská oblast, pro kterou je příznačný antropomorfismus, také totemismus či animismus.

### Pravěké kultury

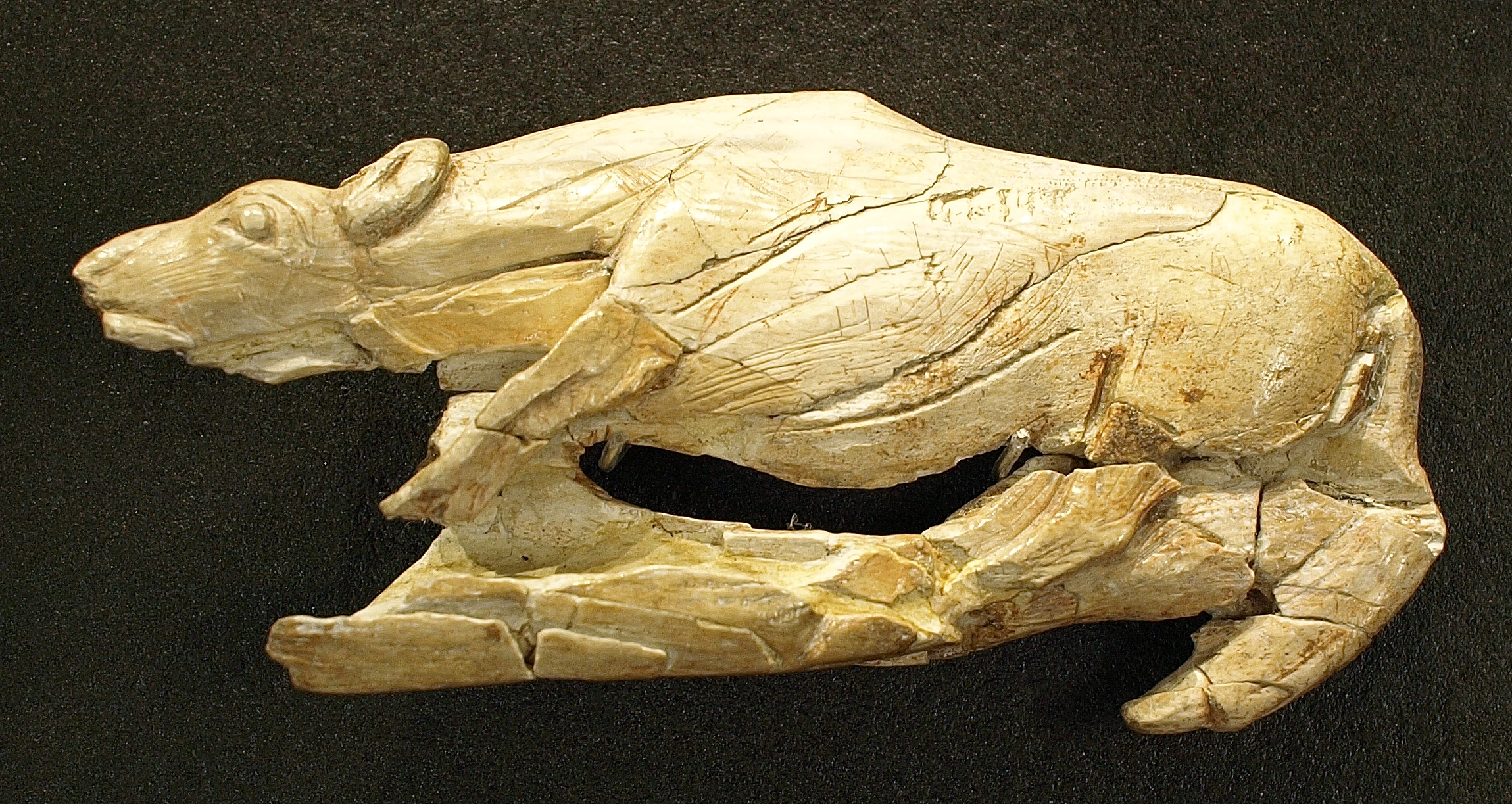
Vrhač oštěpů, magdalénien

V době soužití lidí moudrých a neandrtálců se v Evropě rozvíjely čtyři kultury:
- neandrtálský moustérien (do cca 40 000 př. n. l.) a z něj vzniklý chatelperronien (40 000 až 32 000 př. n. l.), též périgordien (podle francouzského naleziště Périgord) s typickým chatelperronienským hrotem
- aurignacien (41 00 – 29 000 př. n. l., podle francouzského naleziště Aurignac) moderního člověka od severního Španělska po severní Balkán. Vzhledem k podobným znakům s předovýchodním aurignacienem je usuzováno na příchod této kultury z jihovýchodu. Aurignacien měl jednotné rysy (kostěné nástroje, hroty zbraní, kýlová a rydlová škrabadla) stejně jako následný gravettien.
- gravettien (29 000 – 22 000 př. n. l.)
- Solutréenu (podle francouzského naleziště Solutré) dominovala zvláštní technika štípání tlakem, doložená cca 20 000 př. n. l. Typickým produktem byly oštěpové hroty ve tvaru vavřínových listů a dále nástroje s plošnými retušemi.
- magdalénien (15 000 – 9 000 př. n. l., datace kolísá)

Pozdější kultury byly už rozmanitější s regionálními variantami. Stylové (nikoliv funkční) odlišnosti mohou být odrazem tvořících se etnik. Typickými nástroji byly čepele, škrabadla, rydla k úpravě harpun z parohů, šídla a jehly.

## Charakteristika

### Způsob života
Hlavním způsobem živobytí byl však stále lov stádní zvěře na tundrách a lesotundrách i přes své drsné podnebí, protože právě v období 18 000/15 000 př. n. l. vrcholila poslední ledová doba. Lidské tlupy postupovaly většinou za zvěří. Jen někdy lidé budovali polostálé základny v exponovaných místech na zvířecích stezkách, např. u brodů. Jiným typem sídliště byla sezónní tábořiště pro specializovaný lov: např. Solutré pro lov koní, Předmostí u Přerova pro lov mamutů.
Tábořiště byla s oblibou situována do jeskyň a pod převisy. Při jejich nedostatku si lidé stavěli stany a chatrče z kůží na kostrách z mamutích kostí (doloženo v ukrajinské Mezyriči z cca 18 000 př. n. l.).

### Umění
Nejpůsobivějším rysem evropského mladého paleolitu bylo umění. Nejvýraznějšími zdobenými artefakty jsou ženské plastiky zvané venuše z období cca 25 000/20 000 př. n. l. Nálezy jsou známy z celé Evropy, nám nejbližší jsou venuše věstonická, objevená roku 1925 Karlem Absolonem a willendorfská (z rakouského území). Mohou dokládat jednotný kultovní prvek, kult ženy-matky jako zachovatelky života.
Starším a podobně proslulých druhem umění jsou jeskynní malby. Nejstarší památka ve francouzském Vallon Pont d'Arc v údolí Rhôny byla objevena roku 1994. Jde o malby srstnatých nosorožců, koní a buvolů. Na svůj vrchol se jeskynní malby dostaly v kultuře magdalenienu (17 000/11 000 př. n. l., podle francouzského naleziště Abri de la Madeleine u Tursaku). Proslulé jsou zejména jeskynní malby ve španělské Altamiře a francouzském Lascaux. V této oblasti jihozápadní Francie a severního Španělska byla největší hustota osídlení a koncentrují se zde i projevy jeskynního malířství. Osídlení zde podporovaly výhodné podmínky: lesy se dřevem, chráněná údolí s jeskyněmi a zvířecí stezky. Kromě jeskynních maleb jsou z magdalenienu známy kostěné nástroje, vrhače oštěpů, harpuny, dlouhé čepele a menší umělecké předměty z kostí, paroží, mamutoviny a kamene. Koncem magdalenienu umění mizí.

## České území
Významná naleziště v České republice jsou: jeskyně Šipka, Předmostí u Přerova, jeskyně Kůlna, Dolní Věstonice, Pavlov, Pekárna a Býčí skála. V Rakousku je nejznámější Willendorf.
K Dolním Věstonicím se váže i zajímavý archeologický nález z roku 1986, pohřeb ženy a dvou mužů s hlavami ozdobenými červeným barvivem, snad jako symbolem života. Vzhledem k nálezu stejného barviva v lůně ženy byla vyslovena domněnka o její graviditě. K pohřbu tak mohlo dojít po neúspěšném porodu a žena byla pochována se svým druhem a neúspěšným porodníkem. O smrti obou mužů si pak můžeme myslet to nejhorší.